# С-56
С-56 — советская дизель-электрическая торпедная подводная лодка времён Второй мировой войны серии IX-бис «Средняя». Ныне установлена на Корабельной набережной Владивостока как музей.

## История строительства
Подводная лодка заложена 24 ноября 1936 года на судостроительном заводе имени Андре Марти (с 30 марта 1992 года Государственное предприятие Адмиралтейские верфи) в Ленинграде. Секциями по железной дороге доставлена на завод № 202 («Дальзавод» имени К. Ворошилова) во Владивосток, где произведена окончательная сборка. Спущена на воду 25 декабря 1939 года, вступила в строй 20 октября 1941.
Первый командир ПЛ Г. И. Щедрин в своей книге воспоминаний «На борту С-56» о государственных сдаточных испытаниях писал:
…Члены приёмочной комиссии одновременно пускают секундомеры. Моё же дело — управление кораблём… Продуваем цистерну быстрого погружения, задерживаемся на заданной глубине… Заданный конструкторами норматив выдержан и перекрыт… Нам предстоит погрузиться на предельную глубину. Погружаемся «этажеркой», то есть задерживаемся на глубинах вначале через каждые двадцать, а затем десять метров. Всё идёт как нельзя лучше — герметичность лодки полная, лишь изредка приходится поджимать тот или иной сальник, чтобы устранить капельное просачивание воды. Люди ведут себя прекрасно. Большинство из них на такой глубине впервые, и всё же ни на одном лице я не видел следов волнения — такова сила уверенности в своей технике. На грунт легли на глубине, на пять метров превышающей официальный предел. Испытали помпы, забортную арматуру — всё работает нормально. Прочный корпус, его набор, листы обшивки — эти стальные мускулы корабля, как их часто называют, не издали ни единого «стона». Хорошую сталь сварили рабочие! В прочности лодки я настолько уверен, что в трудную минуту, если придётся уклоняться от противника, ни секунды не задумываясь, нырну на глубины, много большие, чем указывает красная черта на глубомере. Какое удовлетворение верить тем, кто строит, и командовать таким замечательным кораблём!
30 октября 1941 года присвоен тактический номер и подводная лодка вошла в состав Тихоокеанского флота. 31 октября 1941 года на борту поднят военно-морской флаг СССР.

## Переход на Северный флот
6 октября 1942 года С-56 под командованием капитан-лейтенанта Григория Ивановича Щедрина в паре с подводной лодкой С-51 под командованием капитан-лейтенанта Ивана Фомича Кучеренко вышла по маршруту: Владивосток — Петропавловск-Камчатский — Датч-Харбор (США) — Сан-Франциско (США) — Коко-Соло (США) Панамский канал — Гуантанамо (США) — Галифакс (Канада) — Розайт (Шотландия) — Леруик (Шотландия) — Полярный. Старший на переходе Герой Советского Союза капитан 1-го ранга Александр Владимирович Трипольский.
- 29 октября 1942 года на выходе из базы ВМС США Датч-Харбор атакована неустановленной ПЛ. Торпеда прошла под днищем ПЛ и не взорвалась. При доковании в днище ПЛ обнаружены элементы хвостовой части торпеды.
- 12 ноября 1942 года через три часа по выходе из Сан-Франциско разошлась на встречных курсах с авианосцем ВМС США USS Saratoga (CV-3).
- 17 ноября 1942 года у побережья Южной Калифорнии атакована неустановленной ПЛ. Уклонилась подачей полного хода. Торпеда прошла в 50 метрах за кормой.
- 8 декабря — 11 декабря 1942 года у берегов Канады попала в жестокий шторм. Частично затоплена водой, повреждена. Потеряла ход. Снесена на 60 миль от курса.
- 12 декабря 1942 года по прибытии в Галифакс поставлена в аварийный ремонт.
- 31 декабря 1942 года у берегов Ньюфаундленда в подводном положении попала под надстройки затонувшего судна, дачей реверса сумела освободиться.
- 8 января 1943 года попала в сильный шторм в Северной Атлантике. По прибытии в порт Розайт поставлена в аварийный ремонт, прошла докование.
- 5 марта 1943 года на переходе из Леруик в Полярный в условиях шторма обнаружила неопознанную ПЛ. Атака не производилась.
- 8 марта 1943 года в районе Териберки С-56 встретили эсминец «Валериан Куйбышев», сторожевой корабль «Гроза», сторожевой корабль № 28 и сопроводили в Полярный. За время 153-суточного перехода подводная лодка прошла Тихий океан, Атлантический океан и девять морей: Японское, Охотское, Берингово, Карибское, Саргассово, Северное, Гренландское, Норвежское и Баренцево. Провела в море 67 суток (2220) часов, пройдя 16 632 морских миль (в том числе 113 морских миль под водой). В этот же день включена в состав 2-го дивизиона бригады подводных лодок Северного флота[2].

## Участие в боевых действиях
За годы войны С-56 совершила 8 боевых походов, произвела 13 атак с выпуском 30 торпед, по докладам командира потопив 10 кораблей и транспортов противника, нанесла серьёзные повреждения, не совместимые с живучестью ещё 4 кораблям, на подводную лодку было сброшено свыше 3 тысяч глубинных бомб. Экипажем также выполнено задание по высадке разведывательной группы на норвежское побережье в глубоком тылу противника. 31 марта 1944 года за боевые заслуги лодка С-56 награждена орденом Красного Знамени. 23 февраля 1945 года субмарина удостоена гвардейского звания.

### Боевые походы
- 31 марта — 19 апреля 1943 года в район мыса Нордкин, позиция № 4.
- 14 мая — 29 мая 1943 года в район мыса Нордкин, позиция № 4.
- 11 июля — 21 июля 1943 года в район мыса Нордкап — мыса Сейбунес, позиция № 3.
- 18 января — 4 февраля 1944 года в район мыса Слетнес Тана-Фьорда, сектор № 3.
- 20 февраля — 7 марта 1944 года по плану операции «РВ-2» в район мыса Слетнес Тана-Фьорда, сектор «Ю».
- 16 мая — 31 мая 1944 года по плану операции «РВ-4» в район мыса Нордкин, сектор № 2.
- 11 июля — 22 июля 1944 года по плану операции «РВ-6» в район мыса Нордкин, сектор № 2.
- 16 сентября — 27 сентября 1944 года по плану операции «РВ-8» в район мыса Нордкин, сектор Б.

### Потопленные корабли
Несмотря на то, что примерно половина заявленных побед впоследствии оказались не подтверждёнными, С-56 является самой результативной советской подводной лодкой в Великой Отечественной войне по количеству достоверно потопленных целей (торпедным оружием), при этом по потопленному тоннажу она значительно уступает С-13 (44,1 тыс. брт) и Л-3 (не менее 22,5 тыс. брт, в основном минами):
- 17 мая 1943 года — танкер «Eurostadt» (1118 брт)
- 7 июля 1943 года — тральщик «М-346» (551 брт)
- 19 июля 1943 года — сторожевой корабль «NKi 09» («Alan», 466 брт)
- 28 января 1944 года — транспорт «Heinrich Schulte» (5056 брт)
- 17 мая 1943 года — повредила транспорт «Wartheland» (5096 брт, попавшая в цель торпеда не взорвалась)[5].

## Награды
- 31 марта 1944 года —  Орден Красного Знамени — награждена указом Президиума Верховного Совета СССР от 31 марта 1944 года за образцовое выполнение боевых заданий командования на фронте борьбы с немецкими захватчиками и проявленные при этом доблесть и мужество.

## Послевоенная служба
После Второй мировой войны продолжила службу на Северном флоте. В период 10 июля — 5 октября 1954 года совершила межфлотский переход в надводном положении в составе ЭОН-64 в составе четырёх подводных лодок типа «С» (С-56, С-102, С-103, С-104) и четырёх подводных лодок проекта 613 в сопровождении трёх ледоколов по Северному морскому пути из Екатерининской гавани в бухту Тарья (Камчатка), а затем во Владивосток, тем самым первой из советских подводных лодок совершив кругосветный поход. Командир С-56 на переходе капитан-лейтенант Виктор Иванович Харченко (27 января 1925 года — 1 октября 2012 года) вспоминал:
«Яростный ветер ломал ледяные поля. Льдины нагромождались друг на друга, образуя большие торосы. Корпус корабля обжимают льды, наползая со скрежетом на надстройку. Свободные от вахты вызваны наверх. Идут в ход пешни, а потом и подрывные патроны. В воздух взлетают белые фонтаны. Сжатие ослабевает, чтобы потом своими ледяными объятиями снова обхватить корпус лодки. От частых реверсов мотористы и электрики стоят на вахте мокрые. Напряжение достигает наивысшего предела. Две ночи никто не спит. Не до сна. Каждую минуту может произойти непоправимое».
За мужество, проявленное при выполнении поставленной задачи, экипаж С-56 был поощрён. В. И. Харченко награждён орденом Красной Звезды. После увольнения в запас проживал в Харькове, капитан 1-го ранга в отставке, почётный член Харьковской областной общественной организации «Общество ветеранов-подводников имени Героя Советского Союза И. И. Фисановича».
Штурман С-56 в годы войны Ю. В. Иванов впоследствии командовал дивизией атомных подводных лодок, Разведывательным управлением Главного штаба ВМФ, дослужился до вице-адмирала. 
- 6 ноября 1953 года вошла в состав Тихоокеанского флота.
- 14 марта 1955 года выведена из боевого состава, разоружена и переформирована в плавучую зарядовую станцию.
- 13 июня 1955 года переименована в ПЗС-55.
- 12 января 1957 года переименована в ЗАС-8.
- 20 апреля 1964 года переформирована в учебно-тренировочную ПЛ.
- 15 сентября 1964 года переименована в УТС-14.

## Музейный корабль
9 мая 1975 года, в день 30-й годовщины Победы, установлена в качестве корабля-музея на Корабельной набережной, рядом со зданием штаба Тихоокеанского флота на берегу бухты Золотой Рог. Корпус подводной лодки на судоремонтном заводе был разрезан на несколько отсеков, отсеки поодиночке были доставлены на понтонах к набережной, вытащены на берег, установлены на фундамент менее чем в 100 метрах от воды, затем их состыковали и соединили сваркой.
25 июля 1982 года в День Военно-морского флота подводная лодка С-56 и «Красный вымпел» вошли в общий ансамбль Мемориала славы Тихоокеанского флота, дополненного скульптурной композицией, корабельным орудием, башней от бронекатера и памятными плитами с Вечным огнём в центральной части. Авторы комплекса скульптор В. Ненаживин и архитектор А. Сандюк, начальник музея КТОФ полковник Беленков Виталий Ефремович.
С-56 входит в мемориальный комплекс «Боевая слава Тихоокеанского флота». Внутренние помещения переоборудованы в музей. В кормовой части ПЛ механизмы демонтированы, расположена экспозиция, посвящённая подводным силам Тихоокеанского флота. В центральной и носовой части отсеки ПЛ сохранены, на стеллажах в первом отсеке размещён торпедный боезапас. Сохранён перископ. На С-56 ежедневно проходит церемония подъёма и спуска Военно-Морского флага СССР. На гюйсштоке поднимается гюйс ВМФ СССР, на флагштоке — краснознамённый гвардейский военно-морской флаг СССР. На палубной надстройке ПЛ изображена красная звезда, российская символика на лодке отсутствует.
Непосредственно около С-56 установлены мемориальные доски погибших тихоокеанских подводных лодок: Л-16, Л-19, М-49, М-63, С-54, С-55.

## Командиры
- 1940: Роменский Я. П.
- 1940—1946: Щедрин, Григорий Иванович
- 1946—1948: Колосов Константин Михайлович
- 1948—1949: Мальков М. И.
- 1949—1950: Малышев А. С.
- 1950—1951: Круглов ?. ?.
- 1951—1952: Мальков М. И.
- 1952—1953: Лазарев Г. В.
- 1953—1954: Харченко Виктор Иванович
- 1954—1955: Козлов Ф. И.

## Галерея
|                                                              |                             |          |                                                                |                 |
| Механизмы в кормовых отсеках демонтированы, оборудован музей | Центральный пост управления | Перископ | Кают-компания, каюта командира справа за фанерной перегородкой | Каюта командира |

|                |        |                                                                               |                                                     |                                                                                            |
| Рубка акустика | Гальюн | Люк в переборке между 1-м и 2-м отсеком, на потолке — люк для погрузки торпед | Первый отсек, торпедный боезапас и матросские койки | Носовые торпедные аппараты производства Н.К.Т.П. Гос. союзный мех. завод № 103 (Ленинград) |

## В кинематографе
- Документальный фильм Сергея Брилёва «Тайна трёх океанов» (2014)[9].
- Документальный фильм Василия Чигинского «Не дождётесь!» (2017)[10].